# Манаби
Манабѝ (на испански: Manabí) е една от 24-те провинции на южноамериканската държава Еквадор. Разположена е в западната част на страната на Тихия океан. Общата площ на провинцията е 18 893,70 км², а населението е 1 549 800 жители (по изчисления за 2019 г.). Провинцията е разделена на 22 кантона, някои от тях са:
1. Боливар
2. Ел Кармен
3. Манта
4. Портовиехо
5. Санта Ана